# Saint-Alban-de-Montbel
Pour les articles homonymes, voir Saint-Alban.
Saint-Alban-de-Montbel est une commune française située dans le département de la Savoie, en région Auvergne-Rhône-Alpes.

## Géographie

### Situation et description
Saint-Alban-de-Montbel, commune de l'Avant-Pays savoyard, est située sur une colline de la rive nord-ouest du lac d'Aiguebelette qui domine le lac.

### Hydrographie
Le territoire de la commune borde la partie occidentale du lac d'Aiguebelette.

## Urbanisme

### Typologie
Au 1er janvier 2024, Saint-Alban-de-Montbel est catégorisée commune rurale à habitat dispersé, selon la nouvelle grille communale de densité à sept niveaux définie par l'Insee en 2022.
Elle appartient à l'unité urbaine du Pont-de-Beauvoisin, une agglomération inter-départementale regroupant treize  communes, dont elle est une commune de la banlieue,,. Par ailleurs la commune fait partie de l'aire d'attraction de Chambéry, dont elle est une commune de la couronne,. Cette aire, qui regroupe 115 communes, est catégorisée dans les aires de 200 000 à moins de 700 000 habitants,.

### Occupation des sols
L'occupation des sols de la commune, telle qu'elle ressort de la base de données européenne d’occupation biophysique des sols Corine Land Cover (CLC), est marquée par l'importance des territoires agricoles (58,5 % en 2018), en augmentation par rapport à 1990 (57 %). La répartition détaillée en 2018 est la suivante : 
zones agricoles hétérogènes (46,9 %), eaux continentales (26 %), prairies (11,6 %), forêts (11 %), zones urbanisées (4,4 %).
L'IGN met par ailleurs à disposition un outil en ligne permettant de comparer l’évolution dans le temps de l’occupation des sols de la commune (ou de territoires à des échelles différentes). Plusieurs époques sont accessibles sous forme de cartes ou photos aériennes : la carte de Cassini (XVIIIe siècle), la carte d'état-major (1820-1866) et la période actuelle (1950 à aujourd'hui).

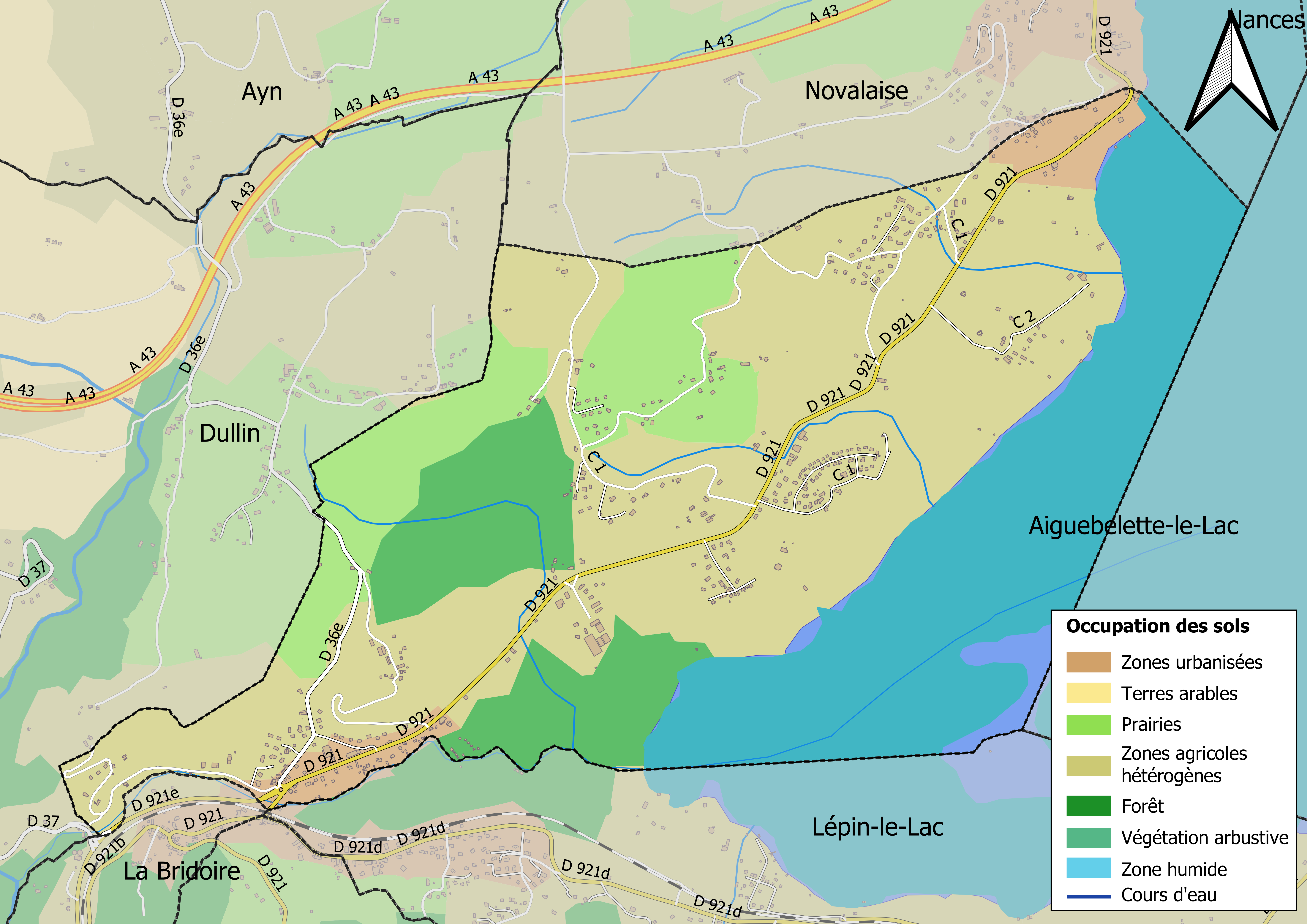
Carte des infrastructures et de l'occupation des sols en 2018 (CLC) de la commune.
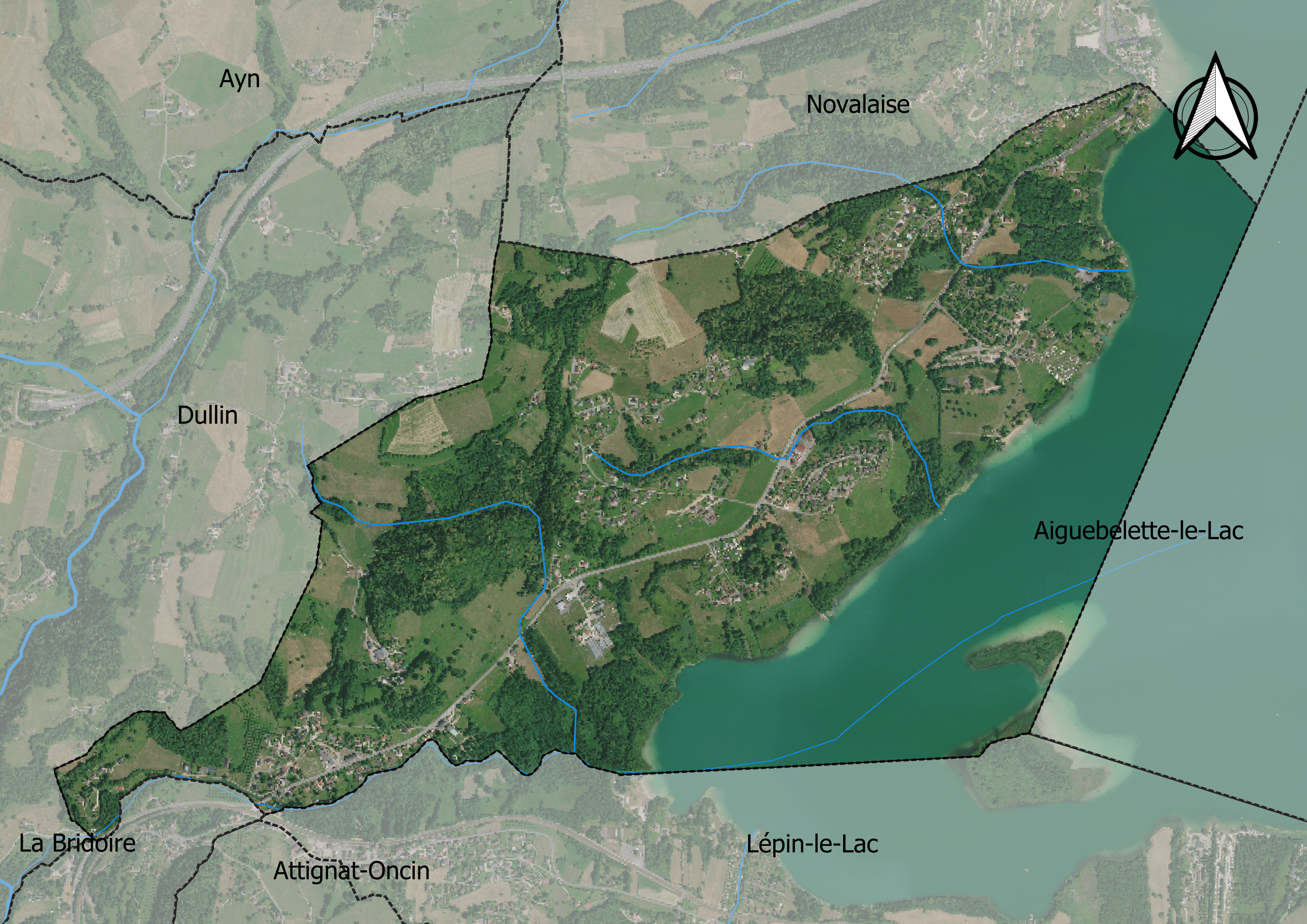
Carte orthophotogrammétrique de la commune.

## Toponymie
Les différentes mentions de la paroisse ou la commune sont Ecclesia de Sancton Albino (1142) ; Sanctus Albanus de Montbello (XVIIe) ; Saint-Alban-de-Montbel en Savoie (1734) ou encore Port-de-Montbel (pendant l'occupation révolutionnaire française).
En francoprovençal, le nom de la commune s'écrit Sant Arban, selon la graphie de Conflans.

## Histoire
Durant la Seconde Guerre mondiale, la commune, située en zone non occupée, a été le théâtre d'un évènement marquant avec l'assignation à résidence de nombreuses familles juives étrangères dans les structures hôtelières de l'époque. 35 lits en hôtel avaient été réservés au regroupement des juifs étrangers par la Préfecture de Savoie. Le 26 août 1942, ces familles ont subi une rafle organisée par la police française sous les ordres du gouvernement de Vichy. Plusieurs d'entre elles ont été déportées et assassinées à Auschwitz. Cette rafle massive, organisée dans toute la zone libre, a été préparée par le secrétaire général de la police René Bousquet, en collaboration avec la direction de la police nationale et les préfectures régionales et départementales. Les communes voisines de Lépin-le-Lac et Aiguebelette-le-Lac ont, elles aussi, été concernées par cette politique de regroupement des juifs étrangers en vue de leur déportation.

## Politique et administration

### Liste des maires
| Période                                  | Période   | Identité                | Étiquette | Qualité                                |
| ---------------------------------------- | --------- | ----------------------- | --------- | -------------------------------------- |
| maire en 1915                            | ?         | Jacques-Benoit Grimonet |           |                                        |
| mars 2008                                | mars 2014 | Roger Cavaillon         | ...       | ...                                    |
| mars 2014                                | mars 2020 | Annick Chevalier        | UMP       | Cadre de la Police nationale retraitée |
| mars 2020                                | En cours  | Pierre Duperchy         | ...       | ...                                    |
| Les données manquantes sont à compléter. |           |                         |           |                                        |

## Population et société

### Démographie
Les habitants de la commune sont appelés les Saint Albambin(e)s[réf. nécessaire].

L'évolution du nombre d'habitants est connue à travers les recensements de la population effectués dans la commune depuis 1793. Pour les communes de moins de 10 000 habitants, une enquête de recensement portant sur toute la population est réalisée tous les cinq ans, les populations de référence des années intermédiaires étant quant à elles estimées par interpolation ou extrapolation. Pour la commune, le premier recensement exhaustif entrant dans le cadre du nouveau dispositif a été réalisé en 2008.

En 2022, la commune comptait 685 habitants, en évolution de +8,39 % par rapport à 2016 (Savoie : +3,63 %, France hors Mayotte : +2,11 %).
| 1793 | 1800 | 1806 | 1822 | 1838 | 1848 | 1858 | 1861 | 1866 |
| ---- | ---- | ---- | ---- | ---- | ---- | ---- | ---- | ---- |
| 194  | 233  | 230  | 241  | 271  | 267  | 228  | 235  | 254  |

| 1872 | 1876 | 1881 | 1886 | 1891 | 1896 | 1901 | 1906 | 1911 |
| ---- | ---- | ---- | ---- | ---- | ---- | ---- | ---- | ---- |
| 269  | 275  | 242  | 234  | 221  | 229  | 234  | 223  | 212  |

| 1921 | 1926 | 1931 | 1936 | 1946 | 1954 | 1962 | 1968 | 1975 |
| ---- | ---- | ---- | ---- | ---- | ---- | ---- | ---- | ---- |
| 199  | 180  | 180  | 178  | 164  | 175  | 186  | 216  | 177  |

| 1982 | 1990 | 1999 | 2006 | 2008 | 2013 | 2018 | 2022 | - |
| ---- | ---- | ---- | ---- | ---- | ---- | ---- | ---- | - |
| 226  | 418  | 447  | 554  | 584  | 624  | 653  | 685  | - |

### Enseignement
La commune est rattachée à l'académie de Grenoble.

## Économie
Le commune fait partie de l'aire géographique de production et transformation du « Bois de Chartreuse », la première AOC de la filière Bois en France,.

## Culture locale et patrimoine

### Lieux et monuments

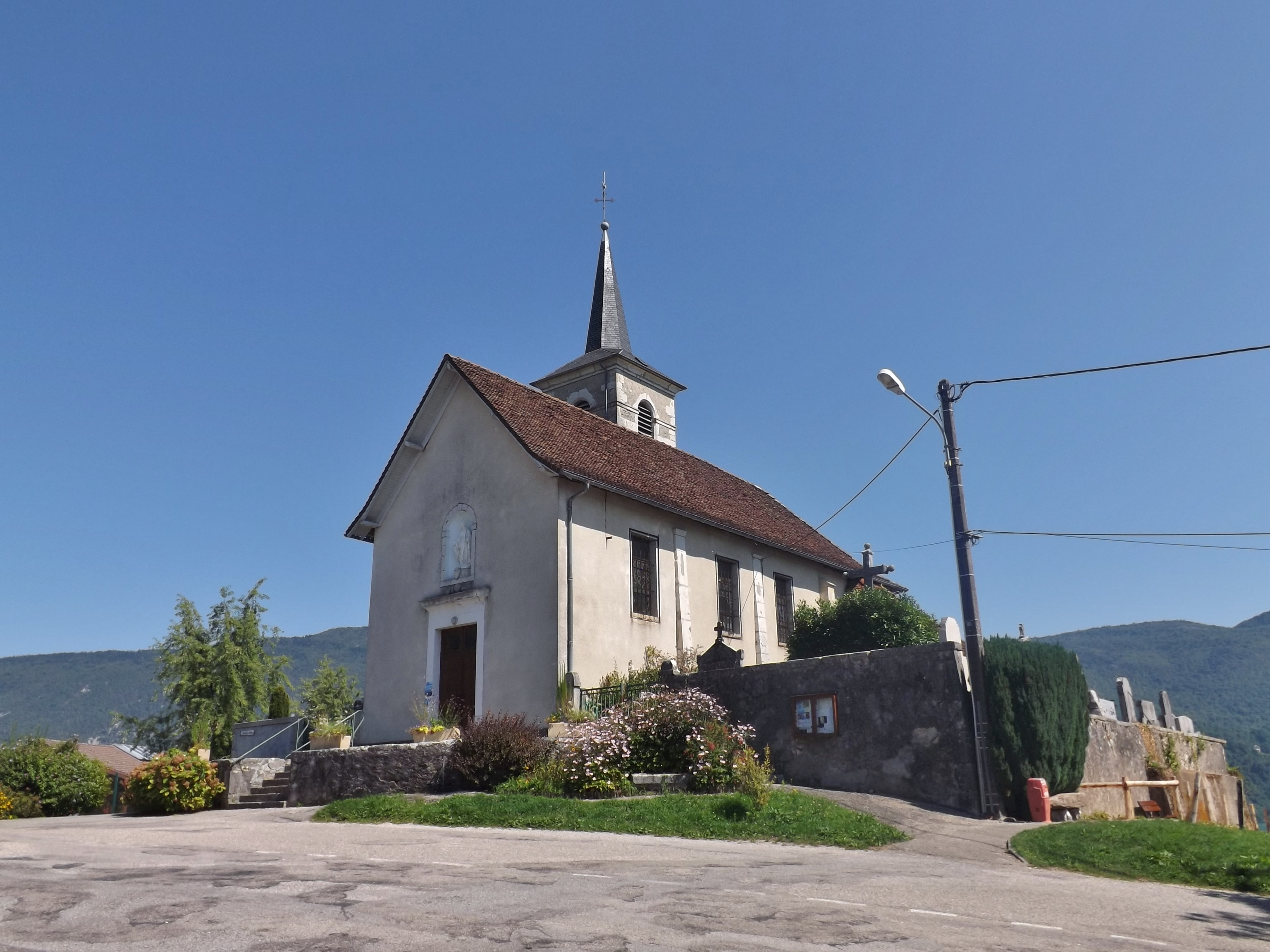
Vue de l'église du village.

- Église de la commune, construite et rénovée de nombreuses fois durant le XIXe siècle, dont 1868 pour le clocher, par ailleurs réparé en 1890 à la suite d'un impact de foudre[15].
- Chapelle située sur la grande île du lac d'Aiguebelette, qui bien que située sur la commune de Lépin-le-Lac, fait partie de la paroisse de Saint-Alban-de-Montbel.

### Personnalités liées à la commune
- François Cachoud (1866-1943), artiste peintre, inhumé dans la commune.